# 耶律室魯
耶律室魯（やりつ しつろ、971年 - 1011年）は、遼（契丹）の政治家・軍人。字は乙辛隠。契丹六院部の出身。

## 経歴
聖宗と同年の生まれで、容姿が美しく、聖宗に愛された。成人すると、祗候郎君に任じられた。ほどなく宿直官となった。
遼軍が北宋を攻撃すると、室魯は隊帥となり、南府宰相耶律奴瓜や統軍使の蕭撻凜の下で河北・河南の地を攻略し、功績を挙げた。検校太師の位を加えられ、北院大王となった。通利軍を攻撃して落とした。遼と北宋のあいだで和議が成立すると、室魯は門下平章事に特進し、推誠竭節保義功臣の位を受けた。本領である六院部の羊毛と北宋の歳幣の中の絹を交換して利益を上げた。
統和29年（1011年）3月、北院枢密使に任じられ、韓王に封じられた。韓徳譲が北院を私して職務の多くが遅滞したため、室魯が北院枢密使に任命されると、朝野はともに喝采した。
聖宗の松林での狩猟につき従い、沙嶺で死去した。享年は44。守司徒・政事令の位を追贈された。

## 子女
- 耶律十神奴（南院大王）
- 耶律欧里思（耶律欧里斯）

## 伝記資料
- 『遼史』巻81 列伝第11